# Sports Club Victoria University
Maillots
Le SC Victoria University est un club ougandais de football fondé le 19 août 2011 et basé à Kampala, la capitale du pays.

## Historique
- 2011 : fondation du club, qui débute en seconde division nationale. Il parvient à décrocher sa promotion en Super League à l'issue de la saison 2011-2012.
- 2012 : première saison du club parmi l'élite. Pour ses débuts, Victoria University décroche une 5e place au classement final et achève la saison par un premier titre national, grâce à son succès en finale de la Coupe d'Ouganda. La coupe lui permet de participer à deux compétitions continentales : la Coupe de la confédération et la Coupe CECAFA des vainqueurs de coupe.
- 2014 : Victoria University remporte son premier trophée international en s'imposant lors de la première édition de la Coupe CECAFA des vainqueurs de coupe, en battant l'AFC Leopards du Kenya. Le club réussit pour sa deuxième saison en première division à terminer dauphin du Kampala City Council.

## Palmarès
- Coupe CECAFA des vainqueurs de coupe (1)
  - Vainqueur : 2014

- Coupe d'Ouganda (1)
  - Vainqueur : 2013

- Supercoupe d'Ouganda
  - Finaliste : 2013